# 光教駅
光教駅（クァンギョえき）は大韓民国京畿道水原市霊通区光教洞にある、新盆唐線の駅。駅番号はD19。

## 駅構造
相対式ホーム2面2線の地上駅で、ホームドア設置駅。

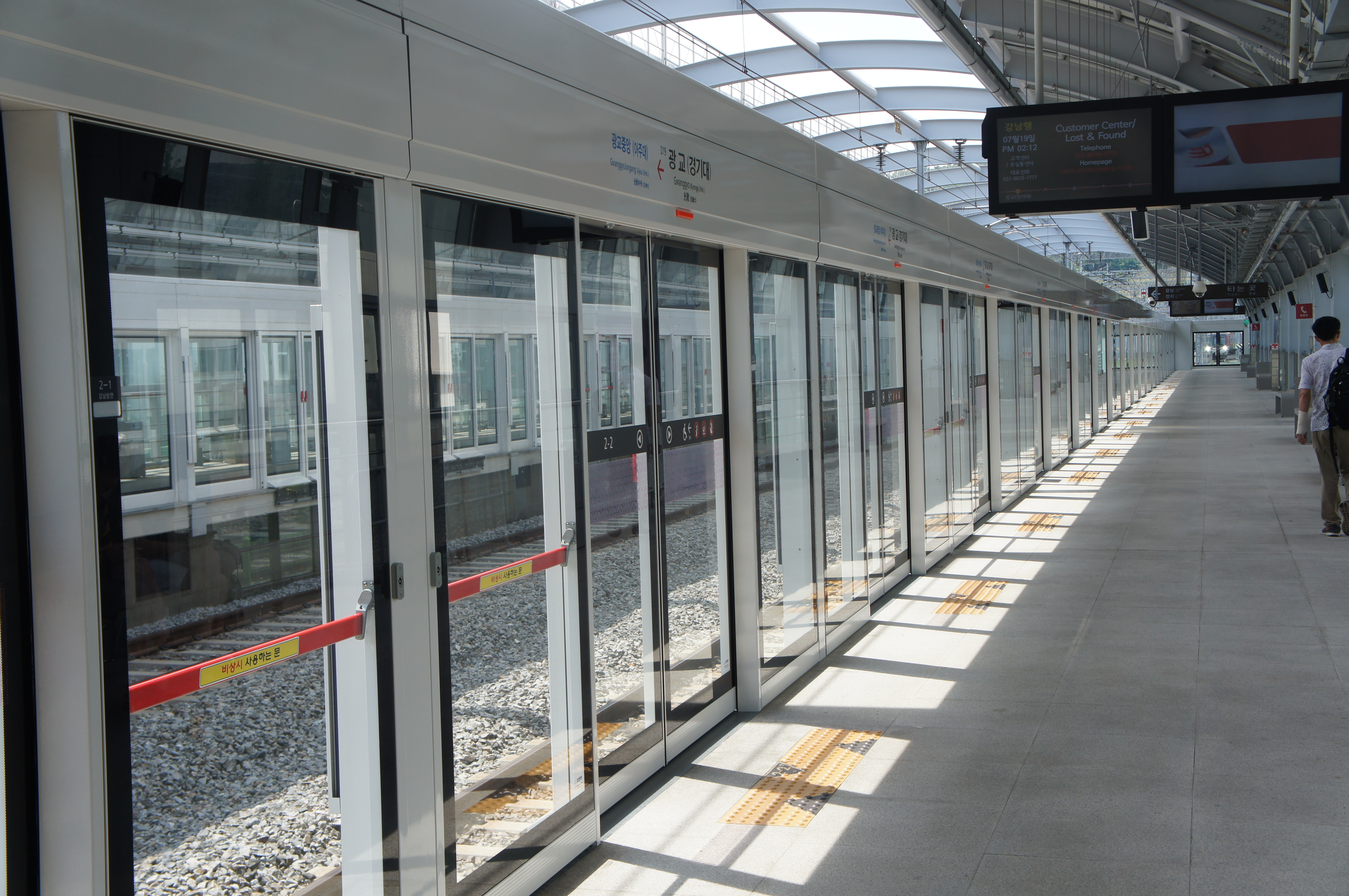
ホーム（2016年7月19日）

### のりば
※案内上ののりば番号は未設定。
| 上り | ●新盆唐線 | 光教中央・新沙方面 |
| 下り | ●新盆唐線 | 降車専用ホーム     |

## 駅周辺
- 新盆唐線光教車両事業所
- 嶺東高速道路東水原IC
- 京畿大学校水原キャンパス
- 京畿地方警察庁第1庁舎
- 水原光教博物館
- 光教テクノバレー
- 水原歴史博物館
- Eマート光教店
- 光教初等学校
- 光教中学校

## 歴史
- 2016年1月30日 - 開業。

## 隣の駅
新盆唐線
●新盆唐線
光教中央駅 (D18) - 光教駅 (D19)